# The Honeydrippers: Volume One
The Honeydrippers: Volume One ist eine EP der Supergroup um Robert Plant, die am 12. November 1984 veröffentlicht wurde.
Das Projekt begann als Wunsch des Atlantic-Records-Präsidenten Ahmet Ertegün, der ein Album mit seinen persönlichen Lieblingssongs aus den 1950ern herausbringen wollte. Ertegün entschied sich für Plant und seine Band The Honeydrippers, die bereits Klassiker aus den 1950ern spielte. Zu Plants Band gehörten unter anderem Nile Rodgers, der Funk-Band Chic, Jeff Beck, der Gitarrist bei den Yardbirds war, und Jimmy Page, der mit Plant bereits bei Led Zeppelin gespielt hatte. Die Single Sea of Love wurde zu Plants größtem kommerziellen Erfolg.
Einigen Plant-Biografen zufolge war der Erfolg von Sea of Love eher eine Schmach für Plant, da dieser das Stück ursprünglich nur als B-Seite für Rockin’ at Midnight vorgesehen hatte. Die Radiostationen allerdings bevorzugten Sea of Love. Plant bestätigte später diese These und sagte, dies sei mit ein Grund dafür gewesen, dass keine weiteren Aufnahmen der Honeydrippers mehr erschienen. Plant wollte verhindern, als Crooner in die Musikgeschichte einzugehen.
Als Teil der Robert Plant Remasters Series wurde die EP 2007 als Album mit einem Bonustrack wieder veröffentlicht. Es soll sogar ein Comeback-Album in Planung gewesen sein. Diese Idee wurde allerdings wieder aufgrund von Ertegüns Tod im Jahre 2006 verworfen.
Unter dem Produzenten-Pseudonym „The Fabulous Brill Brothers“ versteckten sich Robert Plant, Jimmy Page und Nile Rodgers, während „Nugetre“ ein Ananym von Ertegün ist.

## Titelliste
Seite 1:
1. I Get a Thrill (Rudy Toombs) – 2:39
2. Sea of Love (George Khoury, Philip Baptiste) – 3:03
3. I Got a Woman (Ray Charles) – 2:58

Seite 2:
1. Young Boy Blues (Doc Pomus, Phil Spector) – 3:30
2. Rockin’ at Midnight (Roy Brown) – 2:17

Bonustrack (2007)
- Rockin' at Midnight (live im NEC, Birmingham, 8. September 1985) – 4:14

## Besetzung
- Robert Plant – Gesang
- Jeff Beck – Gitarre (I Got a Woman" und "Rockin' at Midnight)
- Jimmy Page – Gitarre (Sea of Love und I Get a Thrill)
- Nile Rodgers – Rhythmusgitarre
- Paul Shaffer – Klavier
- Dave Weckl – Schlagzeug
- Wayne Pedzwater – Bass
- Keith Evans – Saxophon (Rockin' at Midnight)

### Bonustrack
- Robert Plant – Gesang
- Robbie Blunt – Gitarre
- Paul Martinez – Bass
- Jezz Woodroffe – Keyboard
- Richie Hayward – Schlagzeug

#### The King Bees (aliasThe Uptown Horns) – Bläsergruppe
- Crispin Cioe: Altsaxophon, Baritonsaxophon
- Bob Funk: Posaune
- Arno Hecht: Tenorsaxophon
- Paul Litteral: Trompete

#### The Queen Bees –Hintergrundgesang
- Ula Hedwig
- Chrissie Faith
- Millie Whiteside